# Enotocleptes denticollis
Enotocleptes denticollis là một loài bọ cánh cứng trong họ Cerambycidae.